# سوت‌زنان
سردرشتان یا سوت‌زنان (نام علمی: Pachycephalidae) نام یک تیره از راسته گنجشک‌سانان است.